# Auguste-César West
Pour les articles homonymes, voir West.
Auguste-César West, né à Soultz (Haut-Rhin) le 13 juillet 1810 et mort dans la même ville le 24 novembre 1880, est un administrateur et homme politique français.

## Biographie
Auguste-César West débute dans l'administration comme conseiller de préfecture, puis secrétaire général du Haut-Rhin le 15 septembre 1848. Le 3 décembre de la même année, il est nommé préfet du département.
Il passe préfet du Bas-Rhin le 11 mai 1850 à Strasbourg. À la suite d'un conflit d'ordre confessionnel, le préfet West doit permuter avec Jean-Baptiste-Stanislas-Martial Migneret, préfet de la Haute-Garonne, le 13 avril 1855. Il administra la Haute-Garonne jusqu'en 1859.
Aux élections du 31 mai 1863, West, candidat officiel, est élu comme député du Haut-Rhin au Corps législatif. Il siégea dans la majorité dévouée à l'Empire.
Admis à la retraite, comme préfet, le 16 octobre 1867, il ne se représenta pas aux élections de 1869 et, à l'expiration de son mandat électif, il se retira à Soultz.